# Giải thưởng Ngôi sao APAN lần thứ 5
Lễ trao giải APAN Star Awards lần thứ 5 (tiếng Hàn :  제 5 회 에이 판 스타 어워즈 ) được tổ chức vào ngày 2 tháng 10 năm 2016 tại MBC Sangam Culture Plaza, Sangam-dong, Seoul. Shin Dong-yup và Honey Lee là người chủ trì lễ trao giải. Được tổ chức lần đầu tiên vào năm 2012, lễ trao giải thường niên công nhận sự xuất sắc trong lĩnh vực truyền hình của Hàn Quốc. Các ứng cử viên được chọn từ 63 bộ phim truyền hình Hàn Quốc được phát sóng trên các kênh truyền hình MBC, KBS và SBS và các kênh truyền hình cáp tvN, jtbc, OCN, MBN và TV Chosun từ ngày 1 tháng 9 năm 2015 đến ngày 30 tháng 9 năm 2016.
Giải thưởng lớn nhất (Daesang) được trao cho nam diễn viên Song Joong Ki của bộ phim truyền hình Hậu duệ mặt trời.

## Chiến thắng và đề cử

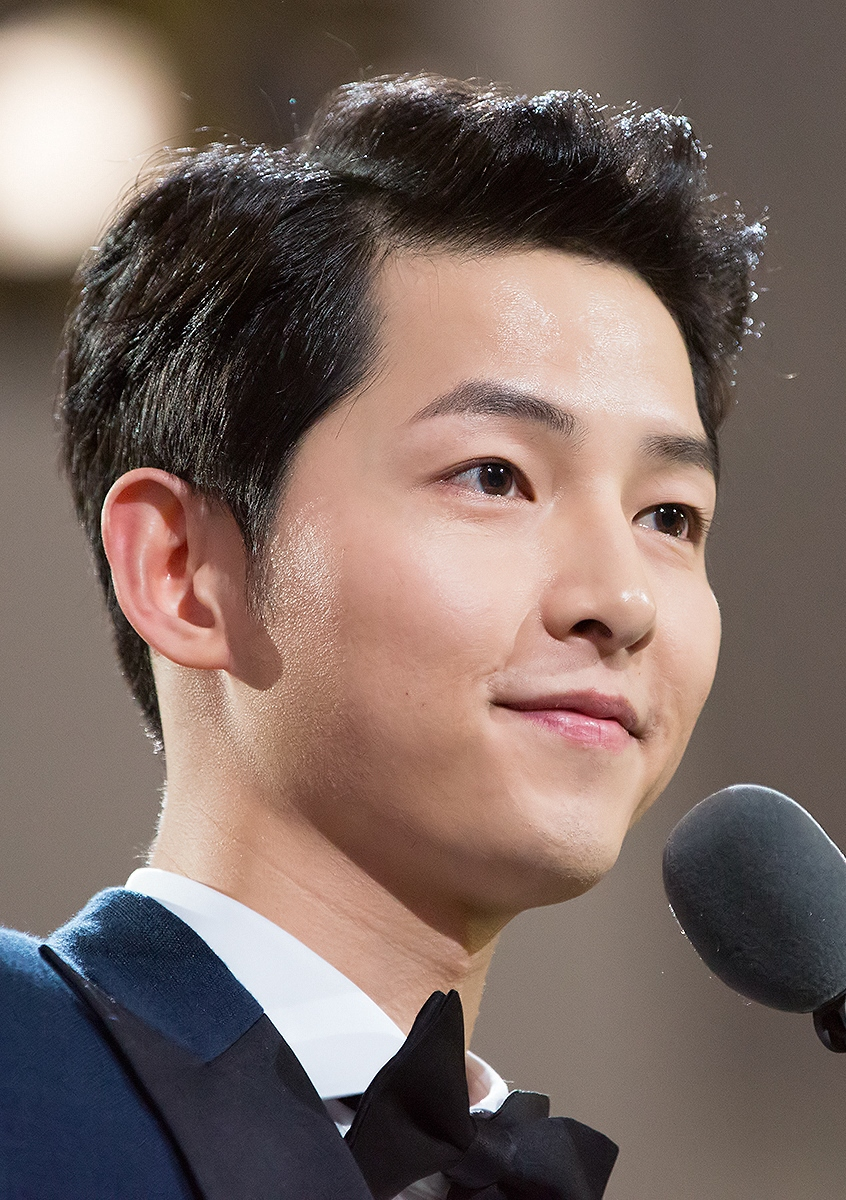
Song Joong-ki — chiến thắng Grand Prize (Daesang) cho Descendants of the Sun

Những người chiến thắng được liệt kê đầu tiên, được đánh dấu bằng chữ in đậm và được biểu thị bằng một con dao găm ().
| Grand Prize (Daesang) - Song Joong-ki - Hậu duệ mặt trời | |
| Top Excellence Award, Actor in a Miniseries - Cho Jin-woong - Tín hiệu - Kim Rae-won - Chuyện tình bác sĩ - Lee Jong-suk - W - Song Joong-ki - Hậu duệ mặt trời                                                                                         | Top Excellence Award, Actress in a Miniseries - Han Hyo-joo - W - Kim Hye-soo - Tín hiệu - Park Shin-hye - Chuyện tình bác sĩ - Song Hye-kyo - Hậu duệ mặt trời                           |
| Top Excellence Award, Actor in a Serial Drama - Ahn Jae-wook - Năm đứa trẻ - Choi Min-soo - Con bạc hoàng gia - Go Soo - Hoa trong ngục - Kim Myung-min - Lục long tranh bá                                                                             | Top Excellence Award, Actress in a Serial Drama - Kim So-yeon - Happy Home - Choi Kang-hee - Cám dỗ nghiệt ngã - Shin Se-kyung - Lục long tranh bá - So Yoo-jin - Năm đứa trẻ             |
| Excellence Award, Actor in a Miniseries - Namkoong Min - Hồi ức - Eric Mun - Lại là Oh Hae-young - Kim Woo-bin - Uncontrollably Fond - Park Hae-jin - Bẫy tình yêu                                                                                      | Excellence Award, Actress in a Miniseries - Seo Hyun-jin - Lại là Oh Hae-young - Bae Suzy - Uncontrollably Fond - Kim Ah-joong - Wanted - Uee - Marriage Contract                         |
| Excellence Award, Actor in a Serial Drama - Lee Pil-mo - Happy Home - Jang Keun-suk - The Royal Gambler - Kang Ji-hwan - Monster - Sung Hoon - Năm đứa trẻ                                                                                              | Excellence Award, Actress in a Serial Drama - Jeong Yu-mi - Lục long tranh bá - Hong Eun-hee - Working Mom Parenting Daddy - So Yi-hyun - Secrets Of Women - Won Mi-kyung - Happy Home    |
| Acting Award, Actor - Jin Goo - Hậu duệ mặt trời - Kim Eui-sung - W - Choi Moo-sung - Reply 1988 - Lee Seung-joon - Hậu duệ mặt trời - Ma Dong-seok - Đội đặc nhiệm số 38                                                                               | Acting Award, Actress - Kim Ji-won - Hậu duệ mặt trời - Ye Ji-won - Lại là Oh Hae-young - Jeon Hye-bin - Lại là Oh Hae-young - Kim Sun-young - Reply 1988 - Oh Yeon-seo - Quý ông trở lại |
| Best New Actor - Park Bo-gum - Reply 1988 - Yoon Kyun-sang - Chuyện tình bác sĩ - Kang Min-hyuk - Entertainer - Kim Min-seok - Hậu duệ mặt trời - Kwak Si-yang - Tình yêu cuối cùng                                                                     | Best New Actress - Kim Yoo-jung - Mây họa ánh trăng - Lee Hye-ri - Reply 1988 - Kim Go-eun - Bẫy tình yêu - Nana - The Good Wife - Park So-dam - Lọ lem và bốn chàng hiệp sĩ              |
| Rising Star Award - Hwang Chi-yeul - Darren Wang | Best Production Director - Shin Won-ho - Reply 1988 |
| Best Writer - Kim Eun-hee - Tín hiệu | Drama of the Year - Hậu duệ mặt trời |
| Best Couple Award - Song Joong-ki và Song Hye-kyo - Hậu duệ mặt trời - Jin Goo và Kim Ji-won - Hậu duệ mặt trời - Kim Rae-won và Park Shin-hye - Chuyện tình bác sĩ - Lee Jong-suk và Han Hyo-joo - W - Eric Mun và Seo Hyun-jin - Another Oh Hae-young | Best APAN Star Award - Kim Hee-sun - Jessy Mendiola - Hiroki Narimiya - Song Joong-ki - Joe Taslim - Thanayong Wongtrakun                                                                 |
| Global Star Award - Lee Byung-hun | Best Manager - Kim Jeong-yong - Blossom Entertainment |
| Special Actor of the Year - Jun Kunimura | Special APAN Award - Gökhan Alkan và Zeynep Çamcı |